# Purushanda
Purushanda (también diversamente Purushkanda, Purushhattum o Burushattum) fue una antigua ciudad-estado en el centro de Anatolia, situada al sur del río Kızılırmak en lo que hoy es Turquía. Su sitio exacto aún no se ha descubierto. Puede haber estado situado al sudeste del lago Tuz, posiblemente en el montículo de Acemhöyük (ubicado en la aldea de Yeşilova, Aksaray) aproximadamente a 6 km al noroeste de la ciudad de Aksaray. Otra posible ubicación es el montículo de Karahöyük cerca de Konya.
La ciudad se menciona prominentemente en los Textos de Capadocia, una colección de escritos hititas descubiertos en Kanesh. Es descrita como una importante sede de poder en la región, describiendo a su gobernante como «Gran Rey» (rubā'um rabi'um) mientras que otros gobernantes fueron denominados simplemente «reyes». Un texto separado conocido como «Rey de la Batalla» (šar tamhāri), que data del siglo XIV a. C., cuenta un relato muy embellecido del rey acadio Sargón I llevando a cabo una expedición contra el gobernante de Purushanda, Nur-Dagan (o Nur-Daggal). La narración es ahistórica, ya que aparentemente retrata a Sargón del siglo 23 a. C. en un escenario anacrónico del siglo XIX a. C. Algunos estudiosos modernos lo consideran una obra de ficción, aunque la versión en idioma acadio también se encontró entre las cartas de Amarna (Egipto), y puede tener alguna base en hechos históricos.
En la historia, Sargón anhela la batalla, pero sus generales lo desaconsejan. Sin embargo, cuando llega un mensaje de un grupo de mercaderes acadios en Purushanda que suplican la ayuda de Sargón contra el opresivo Nur-Dagan, el rey moviliza a su ejército y marcha por un terreno difícil. Nur-Dagan tenía la esperanza de que las inundaciones y el terreno frustraran a Sargón, pero el acadio lanzó un ataque relámpago que culminó con la captura de Purushanda. Nur-Dagan es tomado prisionero y se arrastra ante Sargón, declarando que es un rey poderoso sin igual y quizás jurando lealtad como un vasallo. Después de tres años, los acadios se retiraron, llevándose los frutos de la tierra como botín de guerra.
Purushanda aparece mencionada nuevamente en las historias de las campañas del gobernante hitita del siglo XVII a. C., Anitta. El reino de Purushanda parece haber sido un rival importante de Kanesh, el reino gobernado por Anitta. El rey hitita lanzó una guerra contra Purushanda, que hasta entonces ostentaba la supremacía de la región, pero según la Proclamación de Anitta, un relato hitita de fecha posterior, el rey de Purushanda (citado como el «Hombre de Purushanda») se rindió al ejército hitita:

Cuando yo ... fui a la batalla, el Hombre de Purushanda me trajo regalos; me trajo un trono de hierro y un cetro de hierro como regalo. Pero cuando regresé a Nesa [Kanesh] llevé al Hombre de Purushanda conmigo. Tan pronto como entre en la cámara, ese hombre se sentará frente a mí a la derecha.
Proclamación de Anitta, 73-9. Citado en Bryce, p. 39

El texto indica que el derecho de gobernar sobre el territorio de Purushanda, simbolizado por las insignias de la oficina, el trono y el cetro, fue entregado a Anitta. Su rey fue reducido al estatus de un vasallo privilegiado, con derecho a unirse a Anitta en la corte de Kanesh en reconocimiento de su entrega voluntaria y su abolengo. El reino mismo probablemente dejó de existir en este punto y fue absorbido por el territorio gobernado por los hititas.